# محمدعلی سبحان‌اللهی
محمدعلی سبحان‌الهی نماینده دوره‌های اول تا چهارم تبریز در مجلس شورای اسلامی، استاندار آذربایجان شرقی از سال ۱۳۸۰ تا ۱۳۸۴ و رئیس سابق دانشگاه خوارزمی (از ۱۳۹۲ تا اسفند ۱۳۹۶) است.

## تحصیلات
محمدعلی سبحان‌الهی در سال ۱۳۵۲ مدرک لیسانس خود را در رشتهٔ ریاضی از دانشگاه تبریز دریافت کرد و در سال ۱۳۵۴ موفق به اخذ فوق لیسانس خود در همین رشته و همین دانشگاه گردید. وی در سال ۱۳۷۰ موفق به کسب مدرک فوق لیسانس مدیریت دولتی از مرکز آموزش مدیریت دولتی شد و در سال ۱۳۷۵ دکتری مهندسی صنایع را از دانشگاه صنعتی سوئین برن استرالیا کسب کرد.

## سمت‌های اجرایی
- نمایندگی رهبری در جهاد سازندگی استان آذربایجان شرقی ۱۳۵۷ – ۱۳۵۸
- نمایندگی مجلس شورای اسلامی در ۴ دوره (اول تا چهارم) از شهر تبریز (عضویت در کمیسیون برنامه و بودجه – مسئولیت گروه اجتماعی کمیسیون – مسئول گروه دوستی پارلمانی ایران و ژاپن – عضو هیئت رئیسه مجلس)
- رئیس مؤسسه تحقیقات و آموزش مدیریت وابسته به وزارت نیرو و مشاور عالی وزیر نیرو از سال ۱۳۷۵ – ۱۳۷۷
- معاونت پارلمانی و حقوقی وزارت علوم، تحقیقات و فناوری از سال ۱۳۷۶ – ۱۳۷۹
- معاونت پارلمانی و امور استانها در سازمان مدیریت و برنامه‌ریزی کشور ۱۳۸۱–۱۳۷۹
- رئیس هیئت مدیره سازمان ملی بهره‌وری کشور ۱۳۷۹ – ۱۳۸۱
- نماینده ایران در سازمان بهره‌وری آسیایی (APO) سال ۱۳۸۰ – ۱۳۸۱
- مؤسس و عضو هیئت مدیره انجمن بهره‌وری ایران
- استاندار آذربایجان شرقی از سال ۱۳۸۰ – ۱۳۸۴
- مدیر گروه مهندسی صنایع دانشکده فنی و مهندسی دانشگاه تربیت معلم از سال ۱۳۸۵
- ریاست دانشگاه خوارزمی از سال ۱۳۹۲ تا اسفند ۱۳۹۶